# Shin Meiwa PS-1

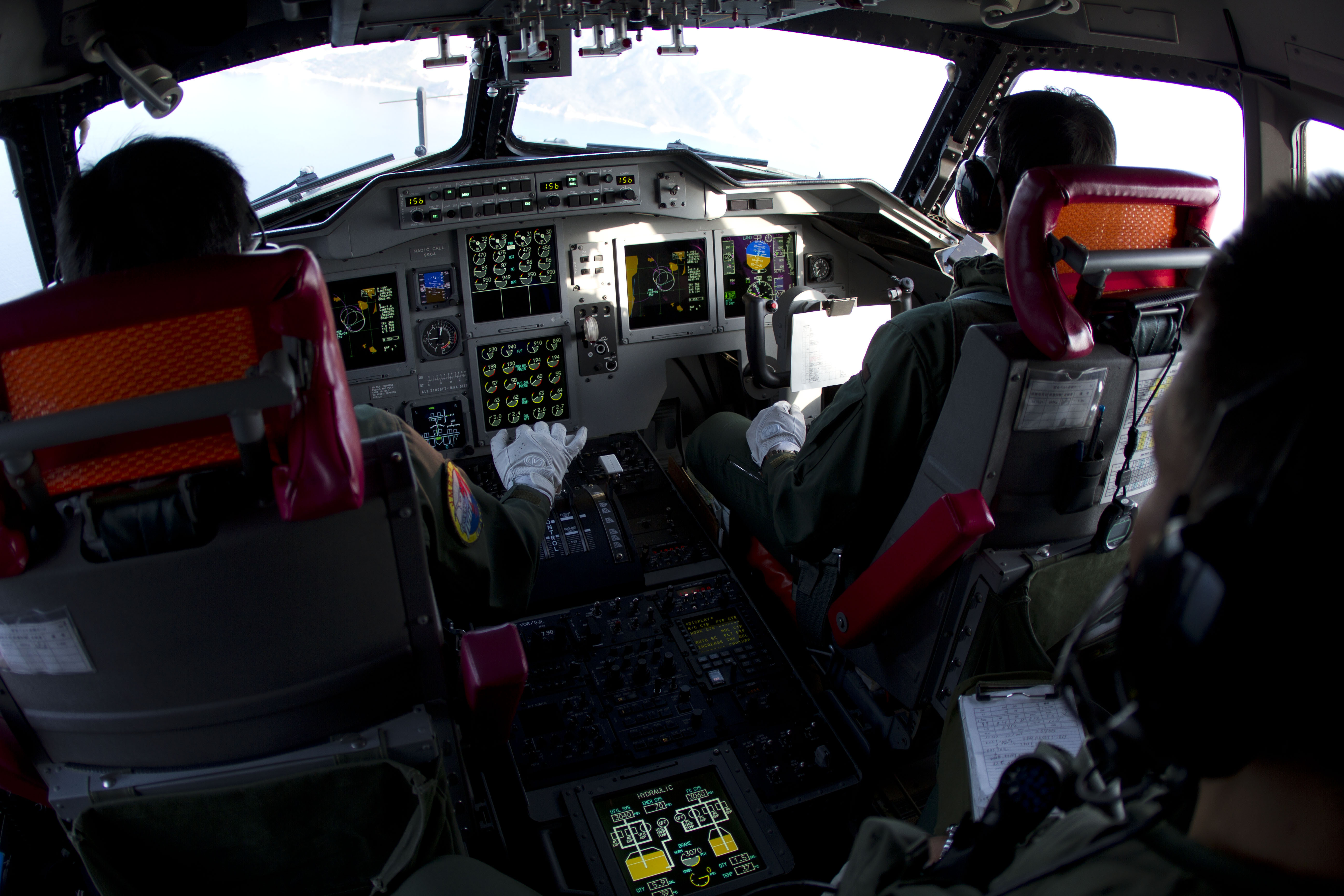
Cockpit

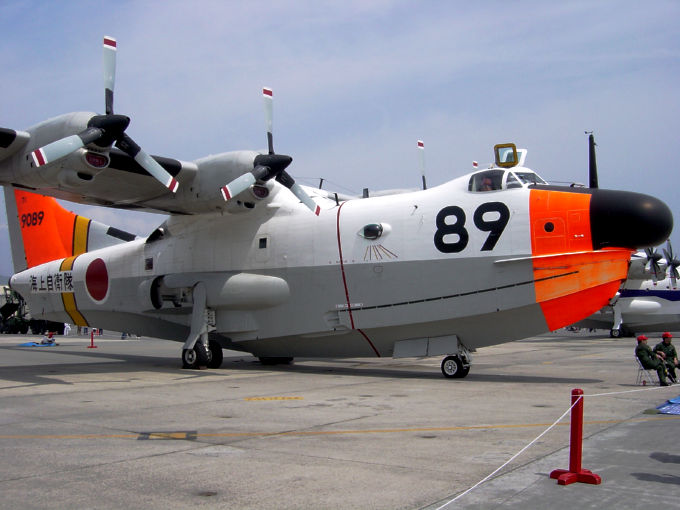
Shin Meiwa US-1A

Die Shin Meiwa PS-1 und US-1 sind japanische U-Boot-Jäger und Seenotrettungsflugzeuge mit STOL-Eigenschaften der japanischen Firma Shin Meiwa. Die PS-1 war ein reines Flugboot und die US-1 ein Amphibienflugzeug.

## Geschichte

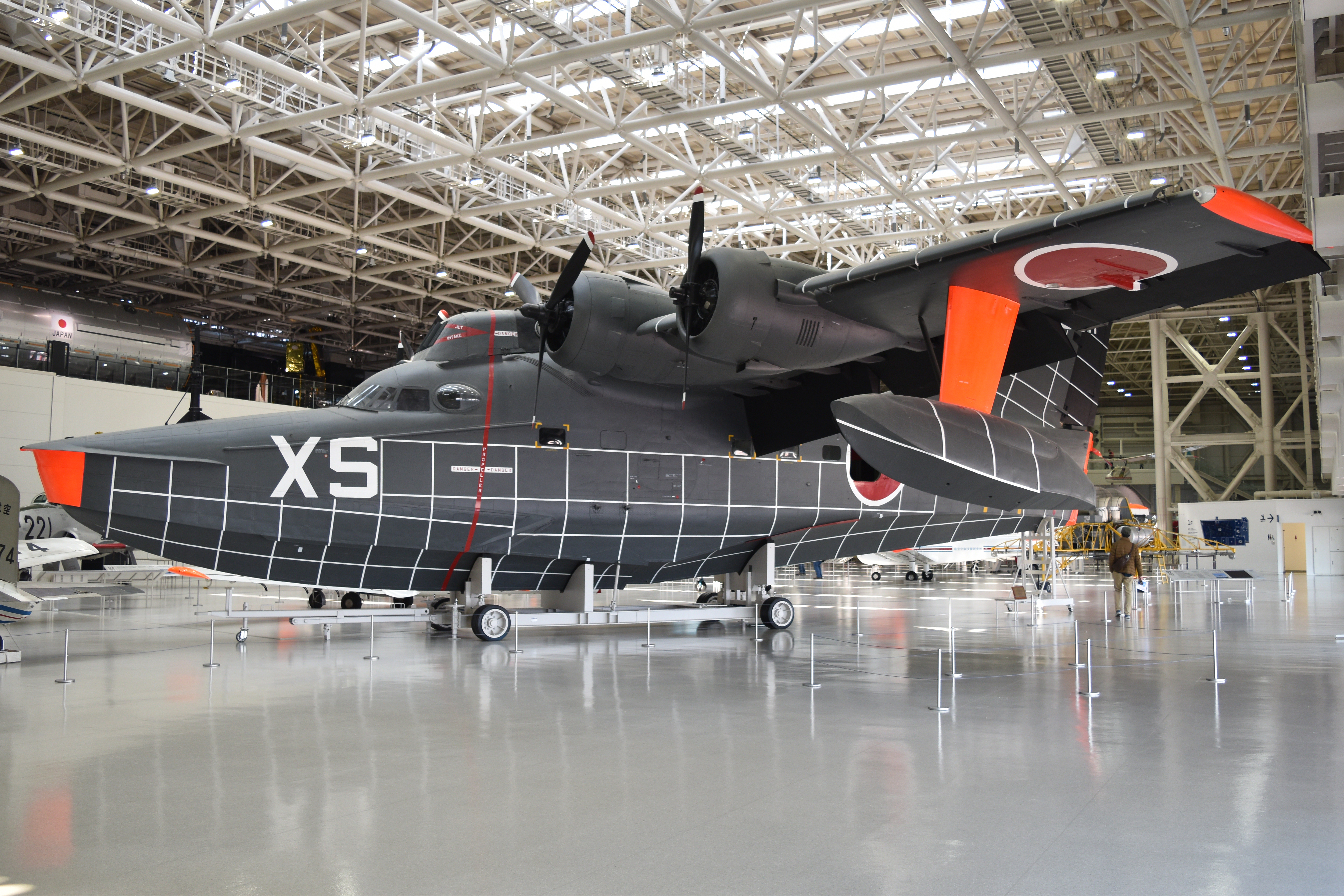
Testträger Shin Meiwa UF-XS

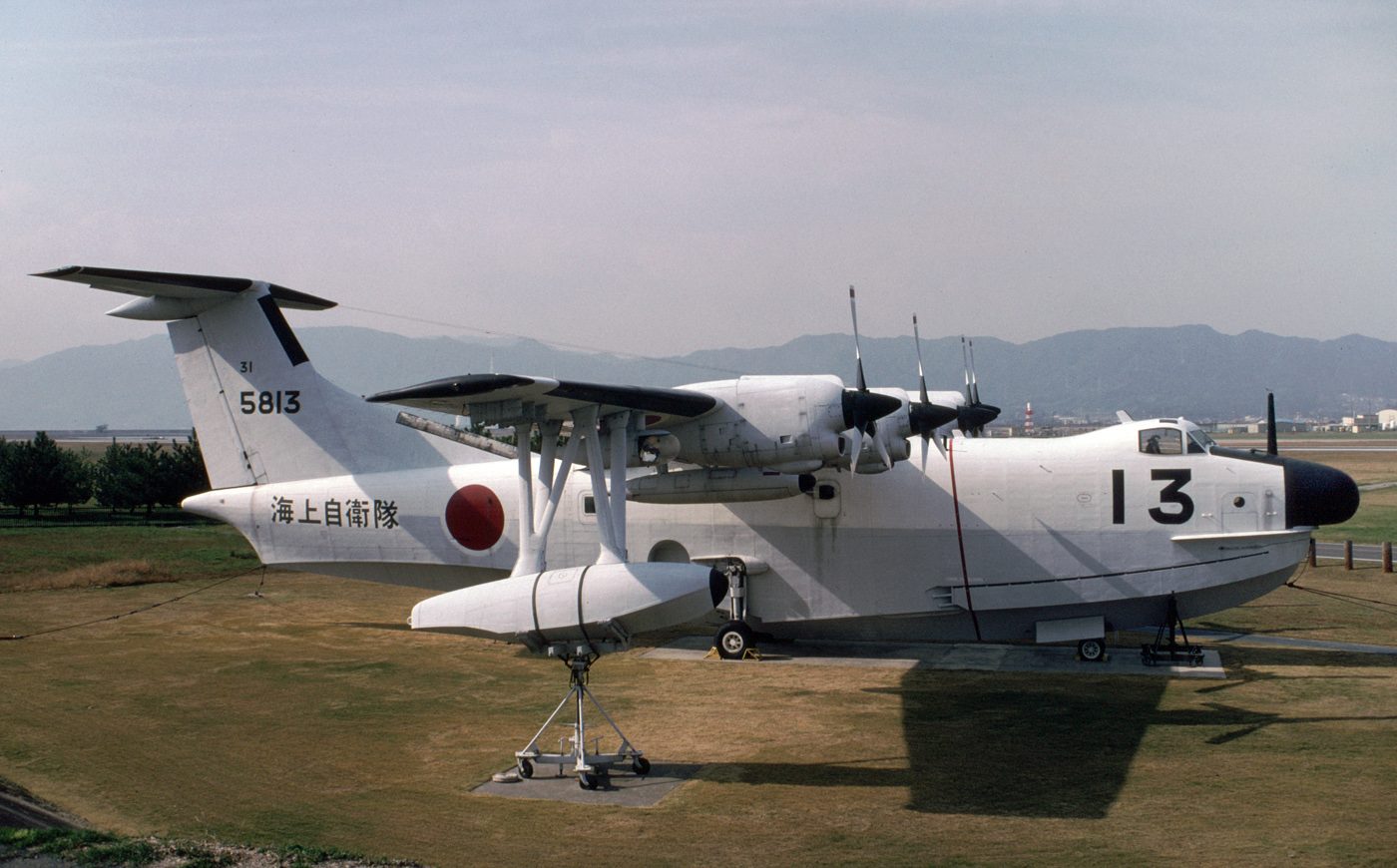
PS-1 im Museum Iwakuni

Die Ursprünge der US-1 kann man bis 1953 zurückverfolgen, als Shin Meiwa mit Konzeptstudien für ein fortschrittliches Flugboot begann. Das Unternehmen konnte auf den Erfahrungen der Kawanishi-Flugzeugwerke aus dem Zweiten Weltkrieg aufbauen, das neue Flugzeug sollte jedoch drei Verbesserungen bieten: Stabilität bei höherem Seegang, STOL-Fähigkeit und ein umfassender Schutz der Triebwerke vor Spritzwasser bei Start und Landung.
Nach intensiven Windkanaltests mit Modellen, in denen diese Vorgaben umgesetzt wurden, stattete Shin Meiwa eine Grumman Albatros UF-1 als Testträger für die Rumpfverbesserungen und die erstmals verwendeten Methoden der Grenzschichtbeeinflussung. Diese als UF-XS bezeichnete Maschine flog erstmals am 25. Dezember 1962. Nach dem Ende der Testreihen im Jahr 1964 erhielt Shin Meiwa im Januar 1966 von den japanischen Marinestreitkräften (MSDF) den Auftrag zur Entwicklung eines Flugbootes zur Seeraumüberwachung und U-Boot-Jagd mit der Projektbezeichnung PS-X. Das von den Streitkräften als PS-1 und werksintern als SS-2 bezeichnete Flugzeug (MSDF-Seriennummer 5801), machte nach einigen Wasser-Rollversuchen, am 5. Oktober 1967 seinen Erstflug. Der zweite Prototyp flog erstmals am 14. Juni 1968. Die Musterzulassung der Japan Defence Agency (seit 2006 das japanische Verteidigungsministerium) erfolgte im Herbst 1970.
Bereits vorher waren am 29. März 1969 zwei Vorserienexemplare der PS-1 bestellt worden. Nach der erfolgreichen Erprobung durch die Marine wurde ein weiterer Auftrag über 12 PS-1 im Rahmen des Dritten Verteidigungsaufbauprogramms (1967–72) erteilt. Die zwei Vorserienmaschinen wurden Ende 1971 und Anfang 1972 an die 31. Koku-tai (31. Luftstaffel) der MSDF geliefert. Die ersten fünf Serienmaschinen erhielt die gleiche Staffel im Frühling 1973, gefolgt von den restlichen sieben Flugzeugen des ersten Serienbauloses Anfang 1974.
Ursprünglich war geplant dem Anfangsbaulos (14 PS-1) 1976 einen weiteren Auftrag über 20 Maschinen folgen zu lassen. Dem standen jedoch die zwischenzeitlich exorbitant gestiegenen Beschaffungskosten im Wege. Während die zwei Vorserienmaschinen im März 1969 noch jeweils etwa 3,1 Mio. US-Dollar kosteten, lag der Stückpreis 1975 bereits bei 15,6 Mio. US-Dollar. Dies führte zur Kürzung des Folgeauftrags auf neun Flugzeuge. Jedoch wurde für die (spätere) Beschaffung der US-1 ein noch höherer Betrag aufgebracht. So kostete im November 1979 die letzte Maschine 23,1 Mio. US-Dollar. Hinzu kam, dass innerhalb von zwei Jahren mit den MSDF 5805, 5808, 5811 und 5812 vier PS-1 durch Unfälle verloren gingen.
Im Oktober 1972, vor den Kostensteigerungen der PS-1 beschlossen die Marinestreitkräfte die Beschaffung einer Amphibienversion für den Such- und Rettungsdienst. Diese anfangs als PS-1Kai (PS-1 modifiziert) bezeichnete Variante, sollte die Grumman Albatross UF-2 ersetzen. Im März 1973 wurde ein Vertrag für das erste Flugzeug abgeschlossen; die Bestellung für zwei weitere Maschinen erfolgte im Verteidigungshaushalt 1973. Die Bezeichnung der MSDF war US-1, während Shin Meiwa werksintern die Maschine SS-2A nannte. Wegen der weitgehenden Baugleichheit mit der PS-1, wurde ein Prototyp als nicht notwendig erachtet. Zur Aufnahme des Fahrwerks sollte die US-1 ursprünglich Flossenstummel an der Rumpfseiten erhalten; nach der Begutachtung von 36 unterschiedlichen Ausführungen, wählte man eine Variante mit dem geringsten Luftwiderstand, die aber lediglich eine Spurweite von 3,55 m zuließ.
Der Erstflug erfolgte am 16. Oktober 1974 vom Wasser und am 3. Dezember 1974 von Land. Es wurden 19 Maschinen bestellt und zwischen März 1975 und 2004 ausgeliefert. Ab der siebten Maschine wurden stärkere Triebwerke, ein neues Litton-APN-80N-Radar und bessere Kommunikationssystem eingebaut und es entstand damit die US-1A. Die ersten sieben Maschinen wurden ebenfalls auf diesen Standard nachgerüstet. Der erste Rettungsflug erfolgte 1976, um einem griechischen Frachter in Seenot zu helfen.
Da die US-1A Mitte der 1990er-Jahre langsam veraltete, plante Shin Meiwa eine neue Version, die ShinMaywa US-2. Ihr Erstflug war am 18. Dezember 2003. Die japanische Luftwaffe plante, eventuell 14 Maschinen zu kaufen und ab 2007 in Dienst zu stellen. Die US-2 erhielt stärkere Triebwerke und viele andere kleine Verbesserungen. Die letzte US-1A (Seriennummer 9090) wurde im Dezember 2017 außer Dienst gestellt. Im Laufe ihrer Einsatzzeit rettete die US-1A seit 1976 insgesamt 827 Personen.

## Konstruktion
Die PS-1/US-1 besitzt eine zweiholmige Tragfläche und einen Ganzmetall-Bootsrumpf in Halbschalenbauweise, der mit 11,7 ein hohes Verhältnis von Länge zu Breite aufweist. Der Antrieb besteht aus vier Turboprop-Triebwerken von General Electric T64-GE-10 mit einer Leistung von je 2282 kW. STOL-Fähigkeit wird erreicht durch eine Reihe von Auftriebshilfen in den Tragflächen. An den äußeren Tragflächen werden bewegliche Vorflügel verwendet, die sich über 17 % der Spannweite erstrecken. Zusätzlich gibt es große äußere und innere Landeklappen, die 60 Grad respektive 80 Grad ausgefahren werden können. Die Klappen werden zusammen mit dem Seiten- und den Höhenrudern bei Start und Landung angeblasen. Den notwendigen Luftstrom für das System der Grenzschichtbeeinflussung wird vom Gasgenerator einer General Electric T58-10M mit 1400 PS Leistung zur Verfügung gestellt.
Zum Fernhalten des Spritzwassers aus dem Propellerbereich diente ein nach unten offener Kanal, der entlang des Rumpfbugs bis hinter die Tragflächenhinterkante geführt wurde. Die Beweglichkeit des Flugzeugs nach der Landung verbessert ein eingebautes Bugradfahrwerk, das den sonst bei Flugbooten zum Ziehen über eine Ablaufbahn notwendigen Aufholwagen überflüssig macht. Das Fahrwerk war aber nicht für Start und Landung geeignet.
Die PS-1 konnte bei einer Startmasse von 34.000 kg mit 83 km/h abheben und ein 15,25 m hohes Hindernis nach einer Strecke von 183 m vom Startbeginn überfliegen. Starts und Landungen waren bis zu einer Wellenhöhe von 14 Fuß (4,27 m) möglich. Statistisch konnte die PS-1 damit an 300 Tagen eines Jahres an einem beliebigen Ort im Pazifik starten und landen.
Bei der späteren US-1 wurde ein nun auch bei am Hauptfahrwerk doppelt bereiften Einziehfahrwerk eingebaut, das auch für Start und Landung verwendet werden konnte. Bei dieser Maschine wurde die Bewaffnung und Ausrüstung zur U-Boot-Jagd entfernt, dafür ein höheres Tankvolumen und eine entsprechende Ausrüstung zur Seenotrettung untergebracht.

## Ausrüstung
AQA-3 Jezebel, passive Langstrecken-Akustikausrüstung mit 20 Sonobojen. Julie, aktive Akustikechoerkennung mit 12 Explosivladungen, vier Wasserbomben und zusätzliche Rauchbomben. Zusätzlich kann jeweils ein Unterflügelbehälter mit zwei Torpedos zwischen den beiden Triebwerken mitgeführt werden. Unter den Flügelspitzen konnte jeweils eine Abschussvorrichtung für drei 5-Inch-Raketen installiert werden.

## Besatzung
Die Besatzung der PS-1 umfasste im Cockpit zwei Piloten und einen Flugingenieur. Hinter dem Cockpit schloss sich ein „taktischer Raum“ mit zwei Sonarbedienern, und jeweils einem Navigator, MAD-Bediener, Radar-Bediener, Funker und einem taktischen Koordinator an. In diesem Raum waren auf der linken Seite auch Ruhemöglichkeiten für die Besatzung vorgesehen.

## Technische Daten
| Kenngröße             | PS-1                                                                                               | US-1A                                                                                      |
| --------------------- | -------------------------------------------------------------------------------------------------- | ------------------------------------------------------------------------------------------ |
| Besatzung             | 9                                                                                                  | 8 + 20 Sitzplätze oder 12 Liegen                                                           |
| Länge                 | 33,46 m                                                                                            | 33,46 m                                                                                    |
| Spannweite            | 33,15 m                                                                                            | 33,15 m                                                                                    |
| Höhe                  | 9,82 m                                                                                             | 9,95 m                                                                                     |
| Flügelfläche          | 135,8 m²                                                                                           | 135,8 m²                                                                                   |
| Flügelstreckung       | 8,1                                                                                                | 8,1                                                                                        |
| Leermasse             | 26.300 kg                                                                                          | 25.630 kg                                                                                  |
| Startmasse            | 36.000 kg                                                                                          |                                                                                            |
| max. Startmasse       | 43.000 kg                                                                                          | 43.000 kg von Wasser 45.000 kg von Land                                                    |
| Höchstgeschwindigkeit | 547 km/h                                                                                           | 511 km/h                                                                                   |
| Marschgeschwindigkeit | 426 km/h                                                                                           |                                                                                            |
| Dienstgipfelhöhe      | 9000 m                                                                                             | 8600 m                                                                                     |
| Reichweite            | 2170 km                                                                                            | 3800 km                                                                                    |
| Triebwerke            | 4 × Turbo-Prop General Electric T64-IHI-10, je 2282 kW 1 × General Electric T58-IHI-10 mit 1044 kW | 4 × Turbo-Prop General Electric T64-IHI-10J, je 2535 kW 1 × General Electric T58-IHI-10-M1 |